# Паркс, Фредерик
Фредерик Паркс (англ. Frederick Parks; 11 марта 1885 — март 1945) — британский боксёр, бронзовый призёр летних Олимпийских игр 1908.
На Играх 1908 в Лондоне Паркс соревновался в весовой категории свыше 71,7 кг. Дойдя до полуфинала, он занял третье место и выиграл бронзовую медаль.